# 小行星3985
小行星3985（英語：3985 Raybatson）是一颗围绕太阳公转的小行星。1985年2月12日，卡羅琳·舒梅克在帕洛马山发现了此天体。
这颗小行星的绝对星等为151.2549383229068等。